# Arthur Richter (Fußballspieler)
Arthur Richter (* 15. Februar 1920) ist ein ehemaliger Fußballtorwart. Er spielte für die ZSG Union / BSG Turbine Halle in der höchsten Fußball-Spielklasse der DDR, der Oberliga. Mit Turbine Halle wurde er 1952 DDR-Fußballmeister.

## Sportliche Laufbahn
Als 1949 der Ostzonenmeister ZSG Union Halle zu den Gründungsmannschaften der vom Deutschen Sportausschuss ins Leben gerufenen Fußballoberliga gehörte, nominierte er für die erste Oberligasaison Arthur Richter als Torwart. Bis 1952 stand Richter in 51 Oberligaspielen im Tor der Hallenser, die sich ab 1950 BSG Turbine nannten. Als Turbine 1951/52 DDR-Meister wurde, war Richter nur mit vier Oberligaeinsätzen beteiligt, verdrängt vom neu hinzugestoßenen Heinz Kegel. Zur Saison 1952/53 wechselte Richter zum drittklassigen Bezirksligisten BSG Motor Ammendorf. Im höherklassigen Fußball war Richter danach nicht mehr vertreten. Während des Volksaufstandes 1953 beteiligte sich Richter in Ammendorf aktiv an den Arbeiter-Demonstrationen.

## Stationen
- bis 1952: BSG Turbine Halle
- 1952 bis 1953: BSG Motor Ammendorf